# Michel Vautrot
Michel Vautrot (Saint-Vit, 23 oktober 1945) is een Frans voormalig voetbalscheidsrechter.
Hij was internationaal actief van 1975 tot 1990 en floot wedstrijden op twee wereldkampioenschappen (1982 en 1990 waaronder de finale) en twee Europese kampioenschappen (1984 en 1988 waaronder de finale) alsmede de finale van de Europacup I 1985/86. In 1991 werd hij adviseur hij de Franse voetbalbond. In 2006 werd hij onderscheiden met de benoeming door de Franse overheid tot Ridder in het Legioen van Eer.